# 第聂伯罗维赫维利
48°3′43″N 34°56′30″E / 48.06194°N 34.94167°E
第聶伯羅維赫維利（烏克蘭語：Дніпрові Хвилі）是位於烏克蘭東南部的村莊，由扎波羅熱州扎波羅熱区的希羅凱市鎮負責管轄。該村始建於1929年，面積3.7平方公里，海拔高度129米，2001年人口89，人口密度每平方公里23.9人。